# فوندون
فوندون (به اسپانیایی: Fondón) دهستانی در استان آلمریای اسپانیا است.
در این دهستان ۹۳۴ نفر زندگی می‌کنند. مساحت این دهستان ۹۲ کیلومتر مربع است.